# لیودمیلا باربیر
لیودمیلا گریگوریونا باربیر (انگلیسی: Liudmyla Barbir؛ زادهٔ ۳۰ نوامبر ۱۹۸۲) بازیگر، مجری تلویزیون اهل اوکراین است.

## زندگی
باربیر در ۳۰ نوامبر ۱۹۸۲ در روستای چورنوهوزی، استان چرنیوتسیمتولد شد. او در سال ۲۰۰۴ از دانشگاه ملی تئاتر، سینما و تلویزیون کیف با مدرک تئاتر و فیلم فارغ‌التحصیل شد.

## فعالیت
در سال ۲۰۱۱–۲۰۱۲، او مجری در کانال تلویزیونی TET، برنامه تئوری خیانت با آندری مرزلیکین بود.